# Inga salicifoliola
Inga salicifoliola é uma espécie vegetal da família Fabaceae.
Apenas pode ser encontrada no Brasil.